# Histoire de la Haute-Marne

Les armoiries de la Haute-Marne.

Histoire de la Haute-Marne.

## Protohistoire et Antiquité
Le territoire du département était habité depuis la protohistoire comme le montre de nombreuses fouilles archéologiques, la présence de nombreux mégalithes. Il couvrait ensuite une partie de l'ancien territoire des Lingons.

## Moyen Âge
Sous les dynasties mérovingiennes et carolingiennes, les terres haut-marnaises sont soumises aux aléas de l'Histoire, la partie nord relevant de l'Austrasie de 575 à 751 et la partie sud du Diocèse de Langres relavant du royaume Burgonde puis du royaume de Bourgogne. Après avoir été incorporé à l'empire de Charlemagne, la majeure partie de l'actuel territoire de la Haute-Marne est intégré au duché de Bourgogne faisant partie du royaume de Francie occidentale lors du Partage de Verdun en 843.
À partir du XIe siècle, la Haute-Marne est comprise dans le comté de Champagne. Cependant, le Diocèse de Langres reste une terre bourguignonne. Les vallées de l'actuelle Haute-Marne apparaissent alors comme une marche, adossée à la Lotharingie et éloignée des centres de pouvoir. Des seigneurs locaux y mènent une politique quasiment indépendante grâce à des forteresses stratégiques : Chaumont, Vignory, Joinville, Montigny, Clefmont, Bourmont, Andelot et Reynel.
En 1284, le comté de Champagne revient à l'unique héritière Jeanne, qui épouse le roi de France Philippe le Bel. Leur fils Louis X unit ensuite les futures terres hauts-marnaises à la Couronne.
Durant la guerre de Cent Ans, la plupart des seigneurs locaux et les villes de Chaumont et Langres se soumettent au duc de Bourgogne, alors allié aux Anglais. Mais, par la suite, le territoire est reconquis par le roi Charles VII.

## Renaissance &  Réforme

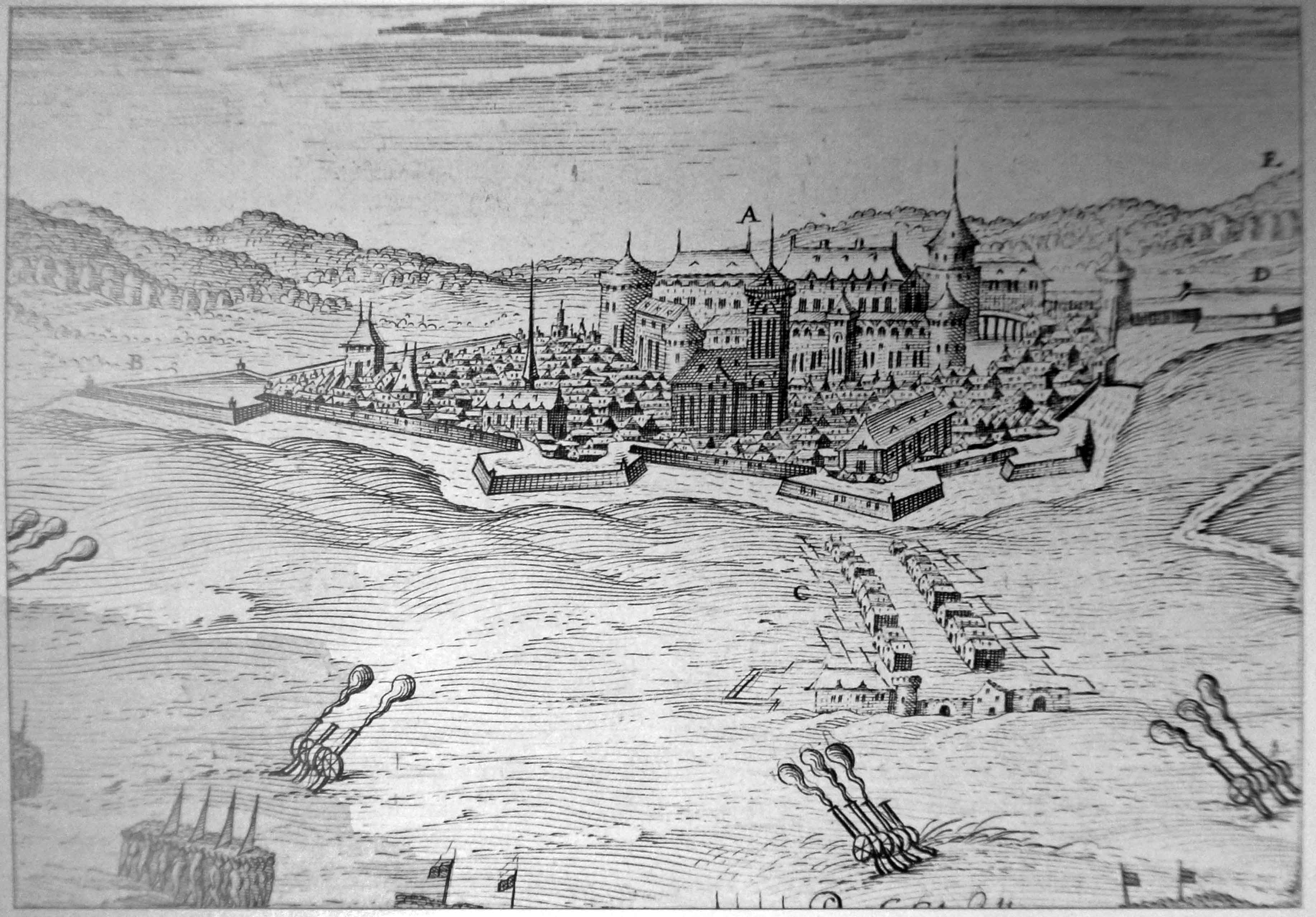
Le Siège de Saint-Dizier (1544).

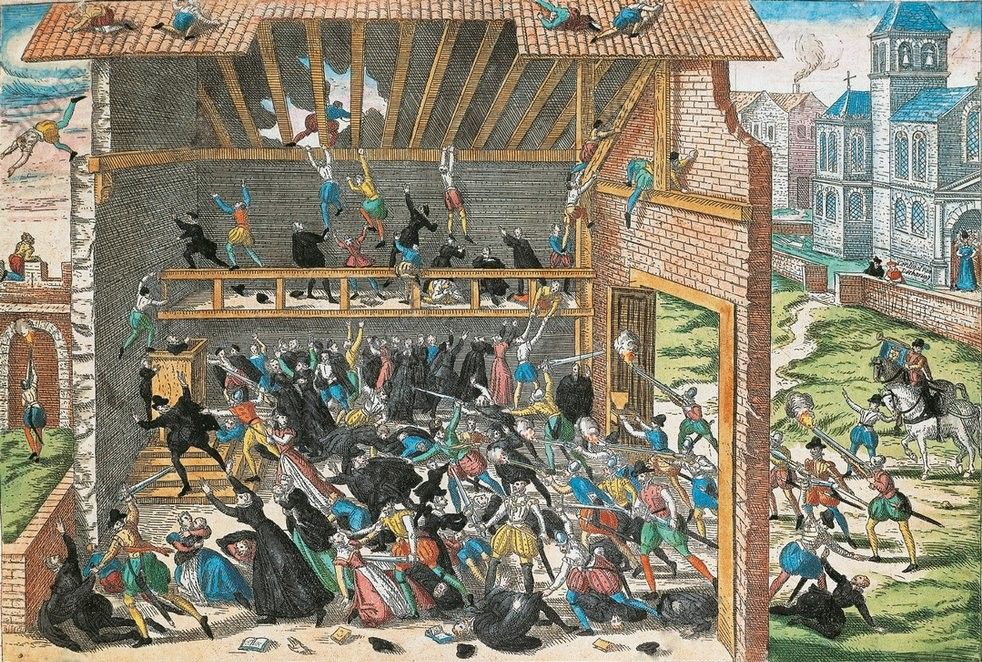
Le massacre de la grange de Wassy.

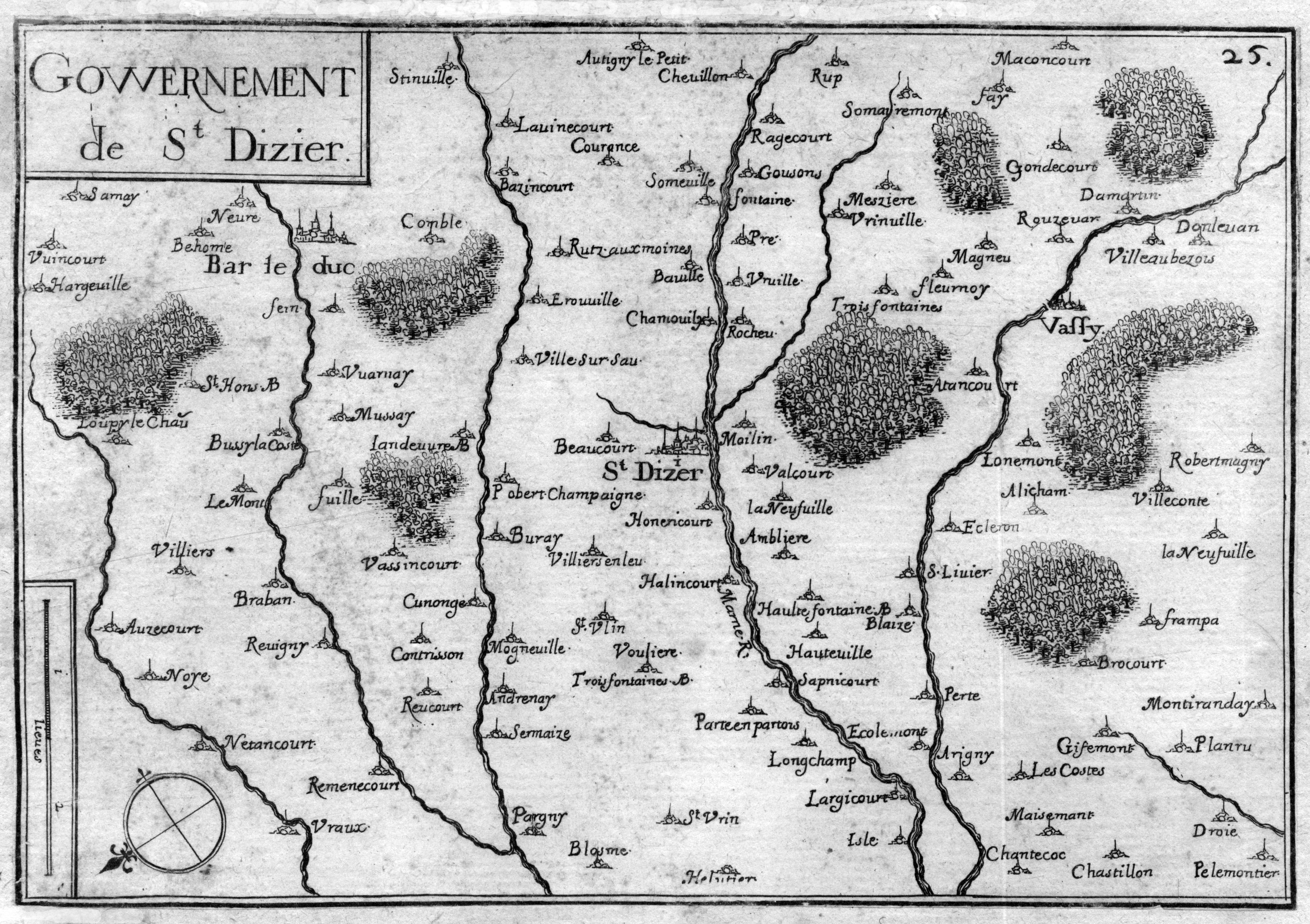
Le Gouvernement de la Haute-Marne.

Au XVIe siècle, la Haute-Marne reste une marche du royaume de France, car elle borde la Lorraine, terre du Saint-Empire romain germanique. En 1544, l'empereur Charles Quint met le siège devant Saint-Dizier. La ville résiste pendant six semaines et permet à François Ier de se porter à la rencontre des ennemis. À la suite de cet épisode, les habitants de Saint-Dizier acquerront le surnom de « Bragards » (braves gars).
Comme dans tout le royaume de France, la Réforme s'implante en Haute-Marne, notamment à Wassy et à Langres. Le 1er mars 1562, le duc de Lorraine François de Guise, en route pour Paris et accompagné de son frère cardinal et d'une escorte armée, passe par la ville de Wassy. Ils découvrent des protestants se recueillant dans une grange. Les soldats du duc viennent les importuner, et après les moqueries et les injures le sang coule. Plusieurs dizaines de protestants sont alors tués. La nouvelle se répand et des protestants tentent d'arrêter, sans succès, François de Guise, qui parvient sauf à Paris. Cet évènement marque le début des guerres de Religion en France.

## Ancien-régime
La partie Barroise de la Haute-Marne, est rattachée à la France à la mort du duc Stanislas en 1766.
La guerre de Trente Ans cause de nouveaux périls, bien que, sous les Bourbons l'actuelle Haute-Marne soit relativement épargnée par les guerres. Les vallées sont de bonnes terres agricoles, la vigne se développe, les forêts sont de plus en plus exploitées, tandis que les forges et les hauts-fourneaux se multiplient, le minerai de fer étant abondant dans la moitié nord du département. À la même époque, des collèges Jésuites fonctionnent à Langres et Chaumont.

## Depuis la Révolution française
Le département a été créé à la Révolution française, le 4 mars 1790, en application de la loi de 22 décembre 1789. Il est construit à partir d'une partie de la Champagne (Bassigny, Vallage, Perthois), d'une partie de la Lorraine (Bailliage de Bourmont, Bailliage de Lamarche) et d'une partie de la Bourgogne et de la Franche-Comté.
De 1791 à 1793, les 6 districts (Bourbonne, Bourmont, Chaumont, Joinville, Langres et Saint-Dizier) du département de la Haute-Marne fournirent 4 bataillons de volontaires nationaux.

Carte du département de la Haute-Marne 1790- 1793

En 1814, Chaumont est le témoin involontaire de la fin prochaine du Ier Empire. En effet, le 1er mars, la Prusse, la Russie, l'Angleterre et l'Autriche signent un accord où elles s'engagent à ne pas conclure de paix séparée et à combattre l'empereur Napoléon Ier jusqu'à sa défaite finale. Napoléon abdiquera une première fois en avril 1814 puis, mais c'est à la suite de la victoire des coalisés à la bataille de Waterloo (18 juin 1815) et à la seconde abdication de Napoléon Ier que le département est occupé par les troupes autrichiennes, de juin 1815 à novembre 1818 (voir occupation de la France à la fin du Premier Empire).
À cette époque la Haute-Marne est un des bastions de l’économie française, concentrant 20 % de la fonte et du fer français et 112 usines en 1847, d’après Marcel Bulard (L’industrie du fer dans la Haute-Marne, 1904), et grâce à sa géomorphologie avantageuse car essentiellement composée de plateaux ainsi que sa forêt.

La fonte d’art a d'ailleurs produit des pièces se retrouvant dans de nombreux lieux de la planète : Fontaine Wallace, bouches de métro art nouveau de Hector Guimard, statues de Mathurin Moreau ou Isidore Bonheur furent notamment produites à Val d'Osne, Marnaval. Il est également à noter que la ville de Saint-Dizier est le berceau des glaces Miko, qui furent et continuent d'être fabriquées par les frères Ortiz. Le XIXe siècle a vu aussi apparaitre bon nombre de distilleries industriels à Saint-Dizier. Ce fut le cas des distilleries suivante. Barridau, Bragard,Burgeatine, Grande Brasserie du Fort Carré, Burgeat Bailly, Daugé. Ces nombreuses distilleries tout comme l'industrie métallurgique ont décliné.

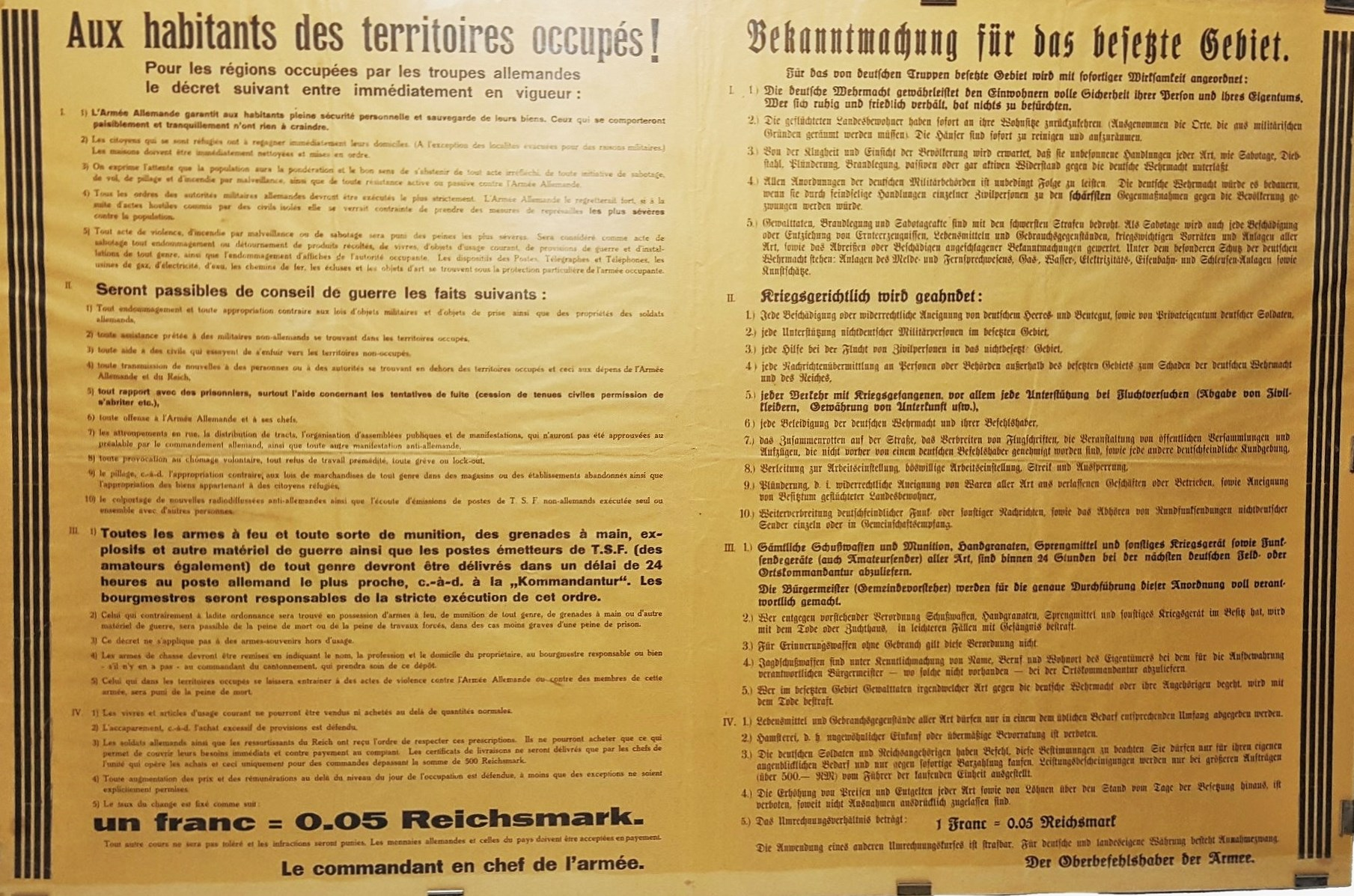
Affiches placardées dans les villages Haut-Marnais pendant la guerre 39-45

Sous l'occupation allemande, pendant la Seconde Guerre mondiale la Haute-Marne est divisée : le canal de la Marne à la Saône (qui traverse le département dans sa longueur du nord au sud) sert de frontière, avec, à l'est la « zone réservée », destinée à la création d'un pays thiois, et, à l'ouest la traditionnelle « zone occupée ». La Haute-Marne sera finalement libérée par les Alliés, notamment par la division du général Leclerc, entre fin août et début septembre 1944.
La démographie de la Haute-Marne est préoccupante, en déclin inexorable, et ayant perdu plus de 33 000 habitants entre 1968 et 2013 (181 521 habitants). : 
Au 1er janvier 2016 la région Champagne-Ardenne, à laquelle appartenait le département, fusionne avec les régions Alsace et Lorraine pour devenir la nouvelle région Grand Est.

## Personnalités natives de la Haute-Marne ou liées à la Haute-Marne

### Personnalités natives de la Haute-Marne

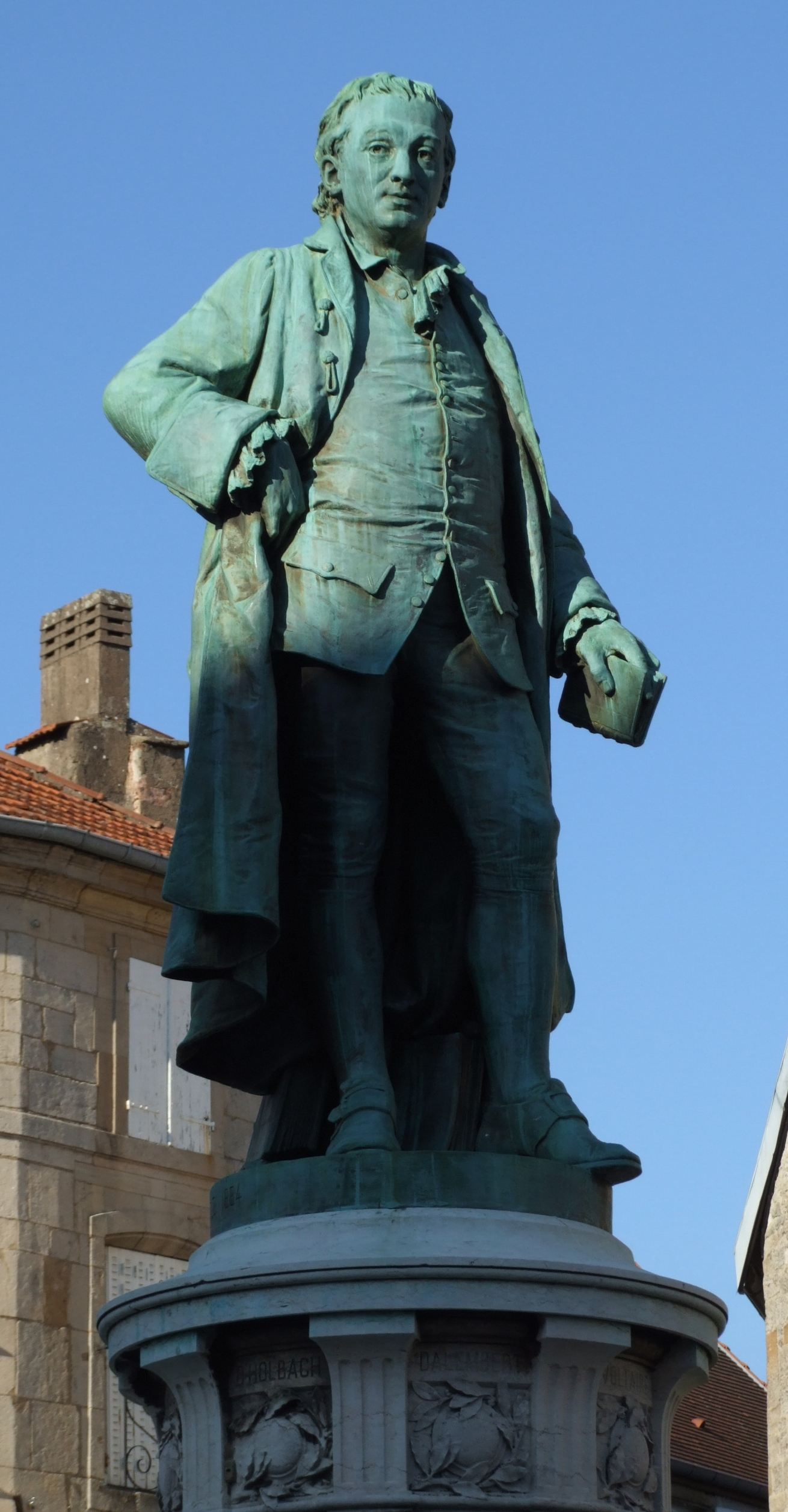
Statue de Denis Diderot à Langres

- Marcel Arland
- Emile Baudot
- Edmé Bouchardon
- Maurice Constantin-Weyer
- Joseph Cressot
- Charles Dadant
- Jeanne Darlays
- Denis Diderot
- Bernard Dimey
- Camille Flammarion
- Ernest Flammarion
- Guy Fréquelin
- Jacques Gaillot
- Edmond Haraucourt
- Claude François Jouffroy d'Abbans
- Jean de Joinville
- Philippe Lebon
- Jeanne Mance
- Louise Michel
- Albin Michel
- Jean-Paul Penin
- Jean Robinet
- Jules-Claude Ziegler

### Personnalités liées à la Haute-Marne
- Charles de Gaulle (1890-1970) à la Boisserie à Colombey-les-Deux-Églises ;
- Marie Calvès (1883-1957), artiste peintre, à Soncourt-sur-Marne ;
- Voltaire (1694-1778), philosophe, au château de Cirey à Cirey-sur-Blaise.